# 花菜 (甜品)
花菜是朝鮮半島一類傳統甜品的統稱，這種甜品是把水果、花瓣加入蜂蜜水或五味子水裡製成，最常見的是五味子花菜（오미자화채），這可以指加入五味子為主要食材的花菜，也可以指把多種不同的水果或花瓣放進五味子浸泡而成的五味子水裡製成的花菜。由於紅色的五味子具有酸、甜、苦、辣、涩五种味道，泡出來的水也就色美味醇，还有收汗止泻、生津止渴和抑咳的功能。

## 常見種類
不同的時節有不同的花果當造，於是不同的季節也會有不同食材的花菜，可放入水果、花草、餅或麵食，有文獻記載的傳統花菜達三十餘種。一些傳統節日也有專門的花菜配合。

### 水果類花菜

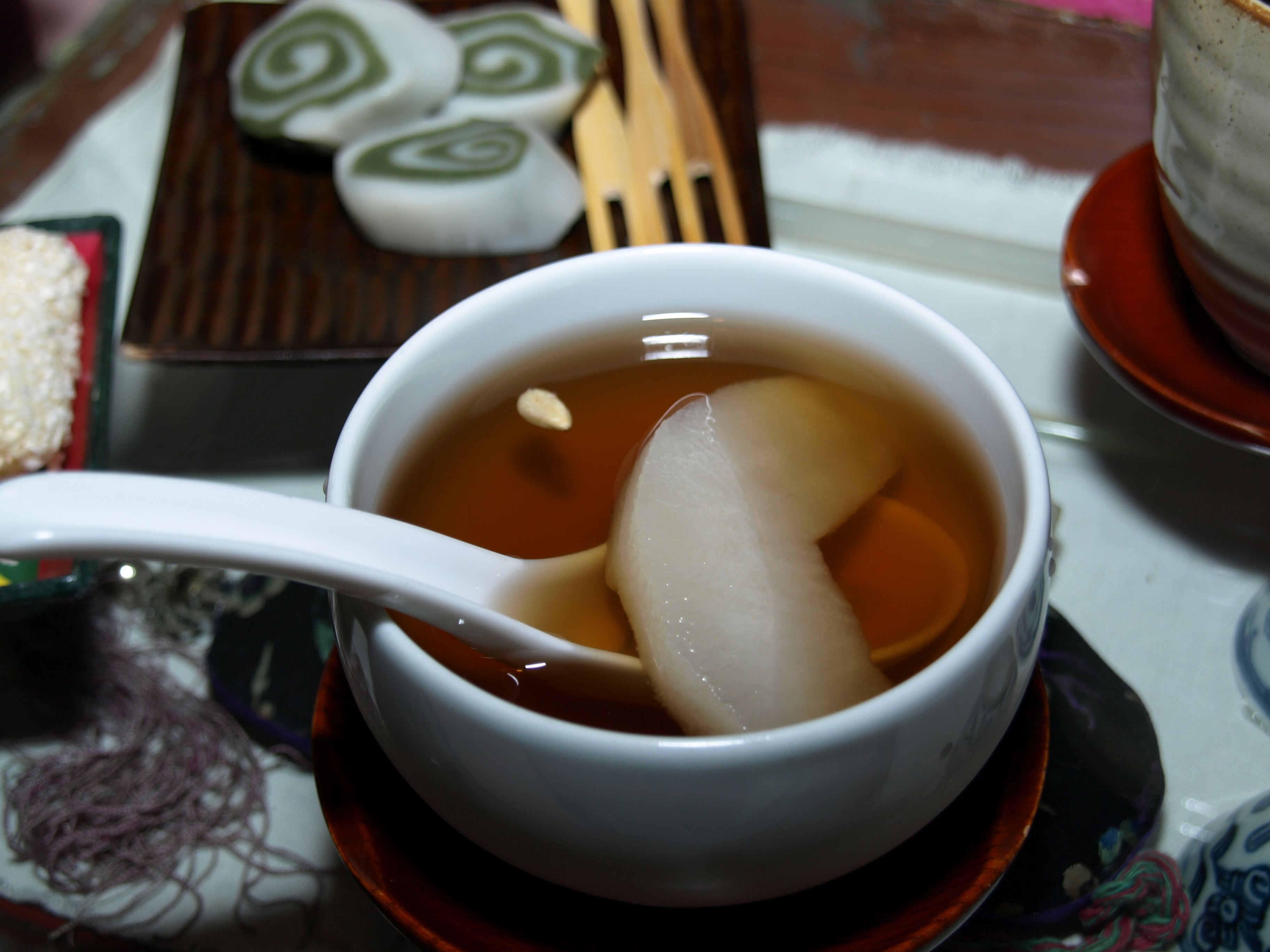
梨熟是水果類花菜的一種

西瓜花菜（수박화채，為固有詞）是最具代表性的夏季花菜，把西瓜肉挖出，保留外皮，再用西瓜皮盛載西瓜肉、其他水果、果汁，最後以冰塊鎮涼。西瓜肉也可以先浸糖水，西瓜花菜也可以用碗盛載。濟州島在夏季時盛產蜜柑，以夏季收成的蜜柑為主要食材的蜜柑花菜（밀감화채）也就成為濟州島的地道的夏季食品。夏季常見的花菜還有桃子花菜（복숭아화채，為固有詞），先把桃子切小塊用糖醃漬，再把桃子撒入冰镇的糖水或蜂蜜水中而成。亦可再加入甜瓜和西瓜。七八月間的覆盆子呈紫色，也常用作製作花菜，把覆盆子、砂糖、蜂蜜和水一起榨汁再撒入松子仁即成覆盆子花菜（복분자화채），含有丰富的钙、铁和有机酸，可促进食欲和净化血液。櫻桃花菜（앵두화채）是把韓國櫻桃浸在砂糖水或蜜糖水中。夏季至秋季是沙梨的收成季節，除了把沙梨切成花瓣狀薄片，放入五味子汁而成的梨花菜（이화채、，有時以固有詞取代）外，還有把沙梨切片，加入水、薑、花椒和糖煮熟而成、常於中秋節食用的梨熟（이숙、，或作）。到了重陽節，人們多會製作和食用柚子花菜（유자화채）是把柚皮刨成絲，與碎柚子肉、石榴粒、蜜糖或糖放進果汁混和而成。薔薇科的木瓜也可以和蜜柑一同加入糖水中製成木瓜花菜（모과화채、，本作，因語音變異而更改寫法）。此外，草莓、葡萄也可以製成花菜。

### 花草類花菜
除了水果外，植物的花、葉都可用來製作花菜。常見以花瓣為主要食材的花菜有薔薇花菜（장미화채）、杜鵑花菜（진달래화채，為固有詞）等。這兩種花菜都是把花瓣和綠豆粉加入五味子水製成，而杜鵑花菜是上巳節的食品之一。
以葉子為主要食材的花菜有蓮葉花菜、蓴菜花菜（순채화채）等，
蓮葉花菜是用清香而略带苦味的嫩蓮葉為材料，蓴菜花菜是以綠豆粉包裹蓴菜焯熟，然後把蒪菜放進蜂蜜水或五味子水裡。
花粉也可以製成花菜，松花花菜（송화화채）是以松花粉（송화가루，為固有詞，松的花粉）和五味子汁或蜜糖水、糖水製成的江原道地道食品。而把松花粉放進五味子水或蜂蜜水裡則成松花水（송화수）。

### 餅食、麵食類花菜
也有些花菜是加入朝鮮傳統餅食或麵食製成的。加入餅食的花菜有水團（수단）、米糕水團（가래떡수단，為固有詞）、圓小餅（원소병）等。水團是把瓊團（경단、，類似湯圓、糯米糍的朝鮮傳統食品）加入蜂蜜水中而成；米糕水團則用朝鮮米糕與綠豆粉為材料加入蜂蜜製成；有一種類似湯圓的食品以紅棗泥或蜜柑果醬作餡，放進加入蜂蜜的果汁中，即成圓小餅。
常與其他食材一同製作花菜的綠豆粉，本身也可以是製作花菜的主要材料。綠豆水團（보리수단，為固有詞）、暢麵（창면）和花麵（화면）的原料都是綠豆粉。把綠豆粉製成一顆顆像湯圓但無餡的麵團，蒸熟後放進五味子水裡，即成綠豆水團。暢麵是一種把寬冬粉（原料為綠豆粉）加入五味子水而成的冷麵，在暢麵上加上花瓣就成了花麵。

## 外部連結
- .   [2008-12-28]. （原始内容存档于2007-03-21）.
- （英文）. Hwachae (Honeyed juice mixed with fruits). （原始内容存档于2008-05-23）.